# デイヴィッド・ベノワ
デイヴィッド・ベノワ（David Benoit, 1953年8月18日 - ）は、アメリカ・カリフォルニア州出身のジャズ・フュージョンピアニスト、作曲家、音楽プロデューサー。デヴィッド・ベノワとも表記される。
L.A.（西海岸）スタイル・フュージョンを代表するピアニストである。グラミー賞に5回ノミネートされている。

## 経歴
カリフォルニア州ベーカーズフィールド生まれ。15歳の時にジャズ・ピアニスト、ラムゼイ・ルイスのアルバム『The in Crowd』（1965年、Chess）に感銘を覚え、音楽家への道を目指した。18歳の誕生日に、ポリネシアン・ルームという店でピアノを弾く仕事をもらったのがキャリアの始まりである。1年後にはハリウッドに移り、雇われミュージシャンになって結婚式での演奏や譜面書きなどの様々な仕事をこなしていくうち、サックス奏者ダグ・リチャードソンの推挙でAVIレコードとの契約に至った。1977年にアルバム『Heavier Than Yesterday』でデビュー。以降アルバムを定期的に発表。中でも1985年発表のアルバム『ジス・サイド・アップ』は『ビルボード』誌のコンテンポラリー・ジャズ・チャートで首位となった。収録曲の「Linus and Lucy」「Beach Trails」はニッポン放送「斉藤由貴 ネコの手も借りたい」のオープニング・エンディングのテーマ曲に使用され、局には曲名問い合わせが殺到した。同年には日本のキングレコード傘下のレーベルであるエレクトリックバードの企画で、AVI期のセルフ・カバー・アルバム『サマー』を発表している。
1987年にGRPレコードに移籍、アルバム『フリーダム・アット・ミッドナイト』を発表し、タイトル曲が大ヒットとなった。このアルバムには日本人の妻に捧げた曲「Kei's Song」を収録している。1989年には、漫画『ピーナッツ』の生誕40周年に寄せたコンピレーション・アルバム『ハッピー・アニヴァーサリー、チャーリー・ブラウン&スヌーピー！』に参加し、「Linus and Lucy」が大ヒットした。その縁あって1992年から2006年のテレビスペシャルで劇伴を担当することになり、ヴィンス・ガラルディの遺した楽曲を再アレンジしたほか自作の曲も複数提供した。『ピーナッツ』の50周年にあたる2000年、同年2月12日に死去した作者チャールズ・M・シュルツに対する追悼の意も込められた記念アルバム『ヒアズ・トゥ・ユー、チャーリー・ブラウン&スヌーピー〜50グレイト・イヤーズ！』を発表。このアルバムにはコーラス・グループのTAKE 6やギタリストのマーク・アントワン、トランペッターのクリス・ボッティなどが参加している。また2008年には企画第3弾目となる『ジャズ・フォー・ピーナッツ〜チャーリー・ブラウン&スヌーピー・TVテーマ』を発表。ガラルディの楽曲が3曲、ベノワのオリジナル楽曲が3曲新録された。それ以外に、ウィントン・マルサリス・セプテットやデイヴ・ブルーベック、ケニー・Gによる音源、ガラルディによるオリジナル・ヴァージョンの「Linus and Lucy」も収録されている。
2006年、活動30周年を迎え、6月にアルバム『フル・サークル』を発表。旧知のジェフリー・ウェーバーに加えポール・ブラウン、ジェフ・ローバーをプロデューサーに迎えている。ベノワは「30年の間にストレート・アヘッド・ジャズ、フュージョン、交響楽、R&Bと手を広げてきた。このアルバムは自分のルーツであるコンテンポラリー・ジャズに回帰したものだ」とライナーノーツで語っている。収録曲の「Yusuke the Ghost」は『幽☆遊☆白書』の主人公である浦飯幽助をモチーフにしたものである。同年にトリオ編成でスタンダード・アルバム『Standards』を発表。2008年にはカバー・アルバムとなる『ヒーローズ』を発表した。マイケル・ジャクソン、エルトン・ジョンなどのポップな楽曲のほか、デイヴ・グルーシン、ホレス・シルヴァー、デイヴ・ブルーベックなどのジャズの楽曲をカバーしている。
2009年にはヘッズ・アップに移籍、翌年に『アースグロウ』を発表。
2011年よりカリフォルニア州ロングビーチのラジオ局「KJAZZ」の朝の番組のホストを務めている。

## 影響
ジャズ・ピアニストのビル・エヴァンスを敬愛しており、エヴァンスに捧げたアルバム『ビル・エヴァンスからの手紙』（1992年）も発表している。
フィル・ストリングスを取り入れた楽曲も多く、ロンドン交響楽団の参加による『アメリカン・ランドスケープ』（1997年）や、『オーケストラル・ストーリーズ』（2005年）ではシンフォニーが大々的にフィーチャーされている。ベノワ自身もシンフォニー・アルバムを出すのは夢だったと語っている。
ザ・リッピントンズのリーダーでありギタリストのラス・フリーマンと親交が深く、お互いのアルバムで共演していることも多く、2人の合作によるアルバム『ミラージュ』（1994年）、『ストラッティン』（2004年）もザ・ベノワ・フリーマン・プロジェクト名義でリリースしている。この2作目の合作のアルバムよりフリーマンのレーベルピーク・レコードに移籍。このレーベルでの1枚目のソロ・アルバムは上述の『オーケストラル・ストーリーズ』である。このアルバムには阪神・淡路大震災の復興イベントに提供した組曲「Kobe」を収録している。

## ディスコグラフィ

### リーダー・アルバム
- Heavier Than Yesterday（1977年、Blue Moon）
- Can You Imagine（1980年、Blue Moon）
- Stages（1982年、Blue Moon）
- Digits（1983年、Blue Moon）
- Christmas Time（1983年、Blue Moon）
- Waves of Raves（1984年、AVI, Blue Moon）
- 『サマー』 - Summer（1986年、Electric Bird）
- 『ジス・サイド・アップ』 - This Side Up（1986年、En Pointe/Spindletop）
- 『フリーダム・アット・ミッドナイト』 - Freedom at Midnight（1987年、GRP）
- 『エヴリ・ステップ・オブ・ザ・ウェイ』 - Every Step of the Way（1988年、GRP）
- 『アーバン・デイドリームス』 - Urban Daydreams（1988年、GRP）
- 『ビル・エヴァンスに捧ぐ』 - Waiting for Spring（1989年、GRP）
- 『インナー・モーション』 - Inner Motion（1990年、GRP）
- 『シャドウズ』 - Shadows（1991年、GRP）
- 『ビル・エヴァンスからの手紙』 - Letter to Evan（1992年、GRP）
- 『シェイクン、ノット・スタード』 - Shaken Not Stirred（1994年、GRP）
- 『ミラージュ』 - The Benoit/Freeman Project（1994年、GRP）※ラス・フリーマンと共同名義
- The Stars Fell on Henrietta（1995年、Varèse Sarabande）※サウンドトラック
- 『リメンバリング・クリスマス』 - Remembering Christmas（1996年、GRP）
- 『アメリカン・ランドスケープ』 - American Landscape（1997年、GRP）
- 『プロフェッショナル・ドリーマー』 - Professional Dreamer（1999年、GRP）
- Great Composers of Jazz（2000年、Vertical Jazz/Fine Tune）
- 『ヒアズ・トゥ・ユー、チャーリー・ブラウン&スヌーピー〜50グレイト・イヤーズ！』 - Here's to You, Charlie Brown: 50 Great Years!（2000年、GRP）
- 『ファジー・ロジック』 - Fuzzy Logic（2002年、GRP）
- 『ライト・ヒア、ライト・ナウ』 - Right Here, Right Now（2003年、GRP/Universal/Verve）
- 『ストラッティン』 - The Benoit/Freeman Project 2（2004年、Peak）※ラス・フリーマンと共同名義
- 『オーケストラル・ストーリーズ』 - Orchestral Stories（2005年、Peak/Universal）
- 『チャーリー・ブラウン・クリスマス〜40周年記念』 - 40 Years: A Charlie Brown Christmas（2005年、Concord/Peak）
- 『フル・サークル』 - Full Circle（2006年、Concord/Peak）
- Standards（2006年、Kind of Blue）※ブライアン・ブロンバーグ、グレッグ・ビソネットと共同名義
- 『ヒーローズ』 - Heroes（2008年、Concord/Peak）
- 『ジャズ・フォー・ピーナッツ〜チャーリー・ブラウン&スヌーピー・TVテーマ』 - Jazz for Peanuts（2008年、Concord/Peak）
- 『アースグロウ』 - Earthglow（2010年、Concord/Heads Up/Peak）
- 『カンヴァセーション』 - Conversation（2012年、Heads Up）
- 『2イン・ラヴ』 - 2 in Love（2015年、Concord）※ジェーン・モンハイトと共同名義
- Believe（2015年、Concord）※デイヴィッド・ベノワ・トリオ名義
- The Steinway Sessions（2017年、Steinway）
- So Nice!（2017年、Shanachie）※マーク・アントワンと共同名義
- David Benoit and Friends（2019年、Shanachie）
- It's a David Benoit Christmas!（2020年、Steinway）
- A Midnight Rendezvous（2022年、Shanachie）